# ThyssenKrupp Marine Systems
ThyssenKrupp Marine Systems (TKMS) je německý koncern sdružující výrobce válečných a civilních lodí, ponorek a dalšího vybavení. Koncern vznikl sloučením společností ThyssenKrupp a Howaldtswerke-Deutsche Werft (HDW), nyní ho tvoří společnosti HDW, Kockums, Emder Werft und Dockbetriebe a Blohm + Voss. Má též podíl z řeckých loděnicích Hellenic Shipyards. Koncern je významným dodavatelem německého námořnictva, kterému dodává fregaty třídy Brandenburg (typ 123), třídy Sachsen (typ 124), včetně nejnovětšího třídy Baden-Württemberg (typ 125). Staví též různé typy válečných lodí rodiny MEKO či ponorky vybavené pohonem nezávislým na přístupu atmosférického vzduchu, například Typ 209, Typ 212A, Typ 214, třídy Gotland či třídy Collins.